# Філарх Афінський
Філарх Афінський (грец. Φύλαρχoς д/н — приб. 215 р. до н. е.) давньогрецький історик часів еллінізму.

## Життєпис
Народився у місті Афіни. Часто мандрував — бував у Навкратісі (Єгипет), Сікіоні. У зв'язку з цим виникла плутанина щодо місця його народження. Втім достеменно відомо, що наприкінці життя Філарх повернувся до Афін, де й закінчував свої твори. Головний з них присвячено викладенню подій з 290 до 220 року до н. е. Йому не бракувало об'єктивності при зображенні особистостей, яким він не симпатизував — Клеомена III, царя Спарти, Арата, голови Ахейського союзу та ін. За стилем написання викладення подій у Філарха досить емоційне, справляло значний ефект, до того ж він приділяв значну увагу анекдотичному боку подій.
Втім працями Філарха Афінського користувалися Плутарх, Помпей Трог та Юстин.

## Праці
- «Історія» з 28 книг.
- «Історія Антіоха та Евмена Пергамського». Йдеться про діяльність царів — Антіоха I Селевкида Сирійського та Евмена I з Пергаму.
- «Стислий виклад міфа про Зевса».
- «Про відкриття».
- «Відступи».
- «Аграфа». Праця з міфології.